# Sukiyaki

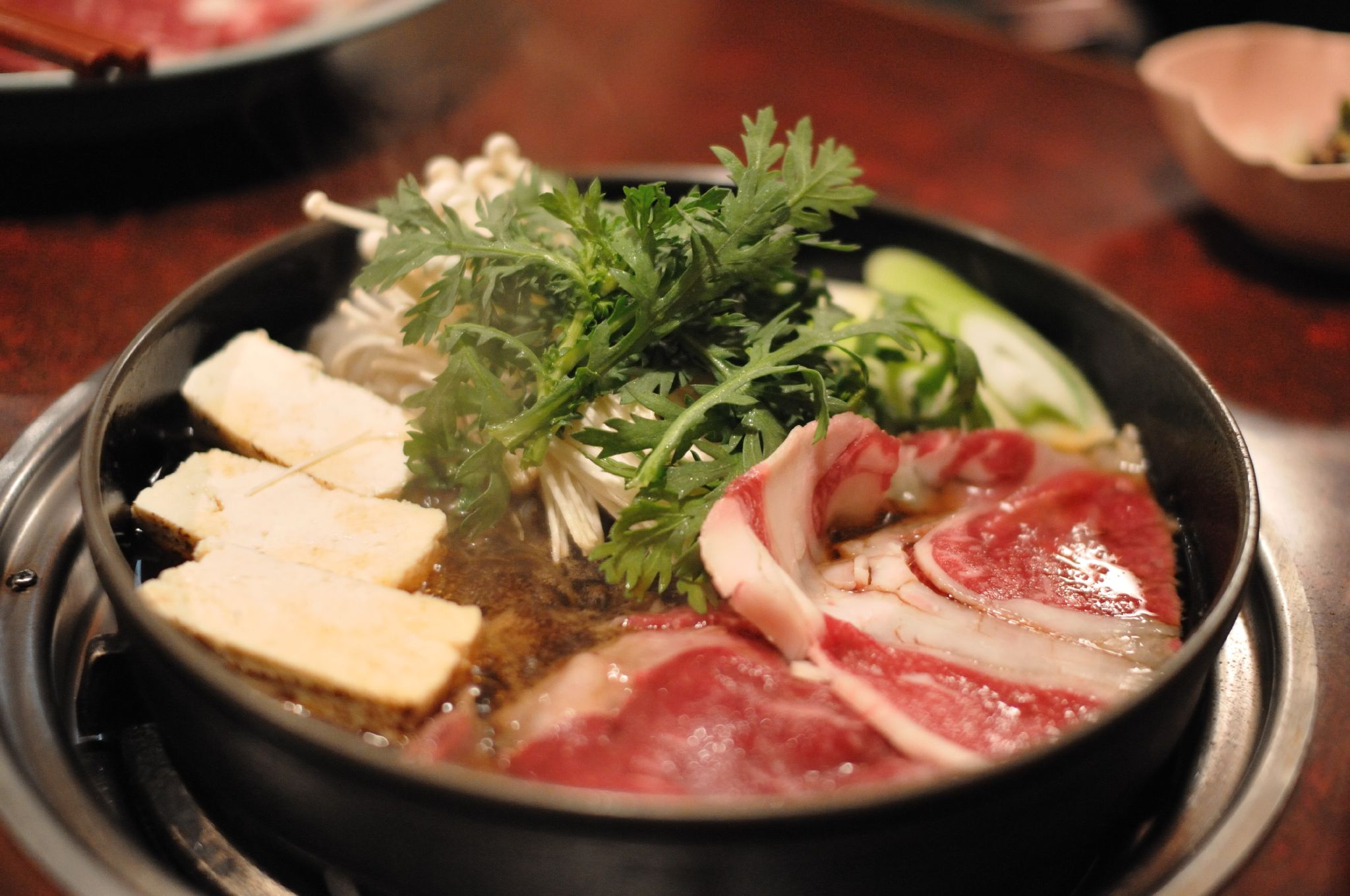
Sukiyaki

O sukiyaki (すき焼き, 鋤焼) é um prato japonês tipicamente preparado à mesa conforme se vai comendo. As pessoas vão servindo a si mesmas à medida que os ingredientes são cozidos.
O sukiyaki é um cozido que leva os seguintes ingredientes: carnes (bovina e/ou suína) fatiadas bem finas, verduras (acelga, couve-flor, shinkiku, moyashi, agrião, alho poró, hourenso), udon (macarrão japonês), cogumelos (shiitake e shimeji), konnyaku e ito konnyaku, kamaboku etc.
Primeiro fritam-se as carnes com um pouco de manteiga. Depois são colocados os demais ingredientes, temperando tudo com shoyu (molho de soja), açúcar, sake mirin (sake para cozidos) e glutamato monossódico.
Para servir-se, quebra-se um ovo no owan (tigela para comer o sukiyaki) e bate-se um pouco para quebrar a gema. Depois são colocados as carnes e os demais ingredientes nesta tigela, com um pouco do caldo formado pelo cozido.

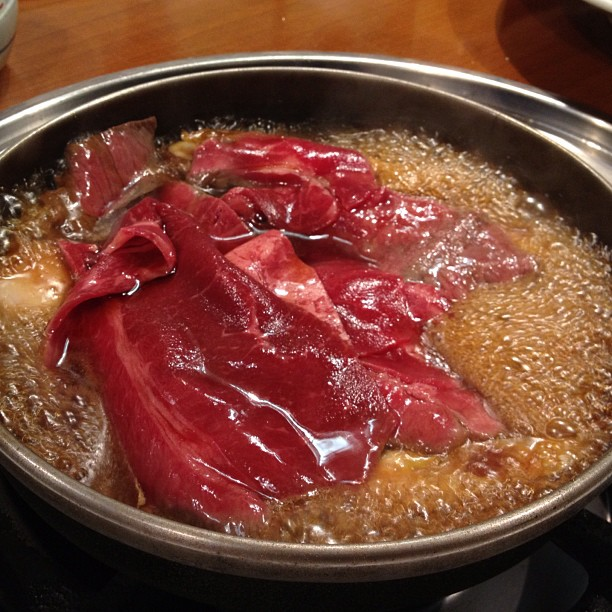
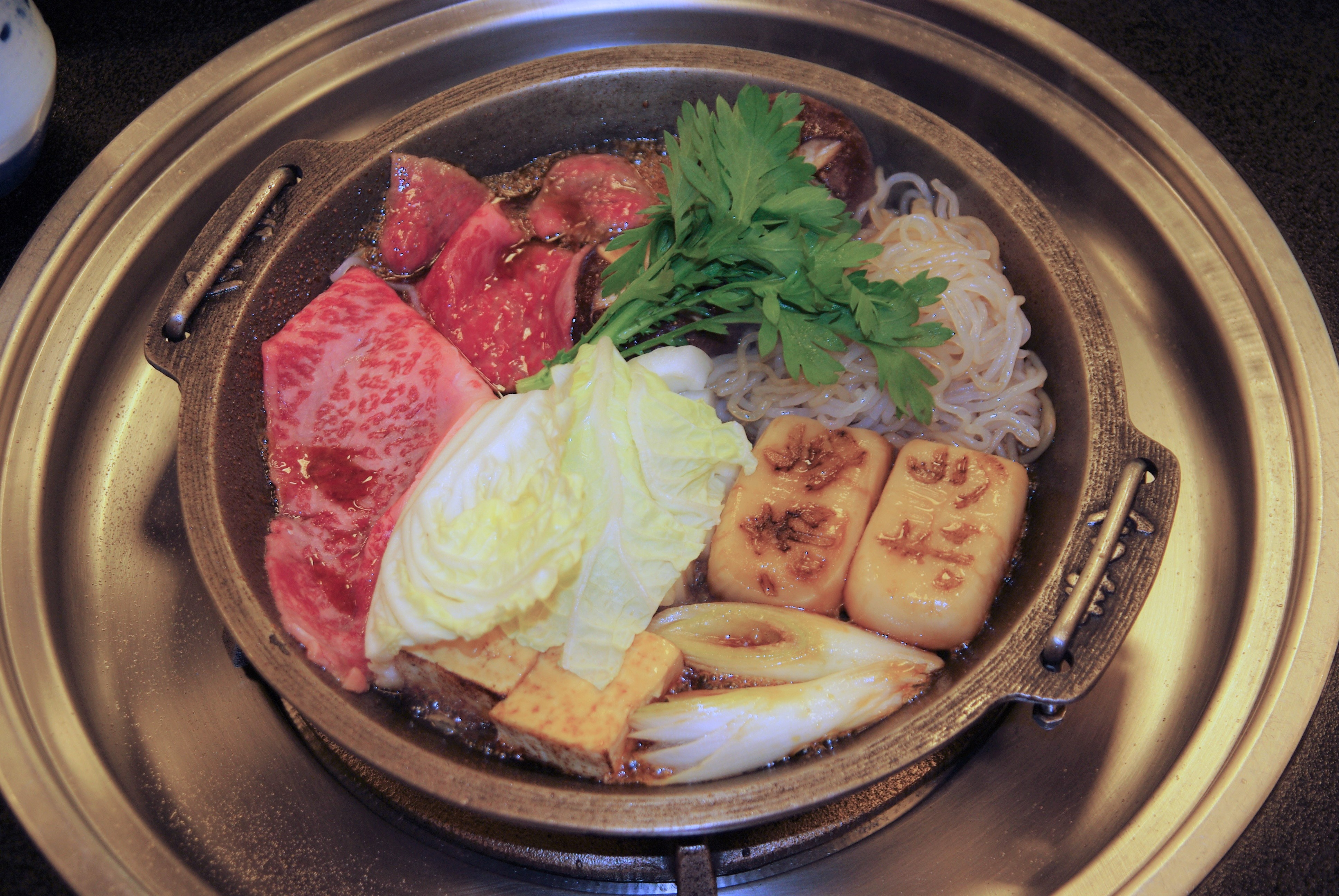
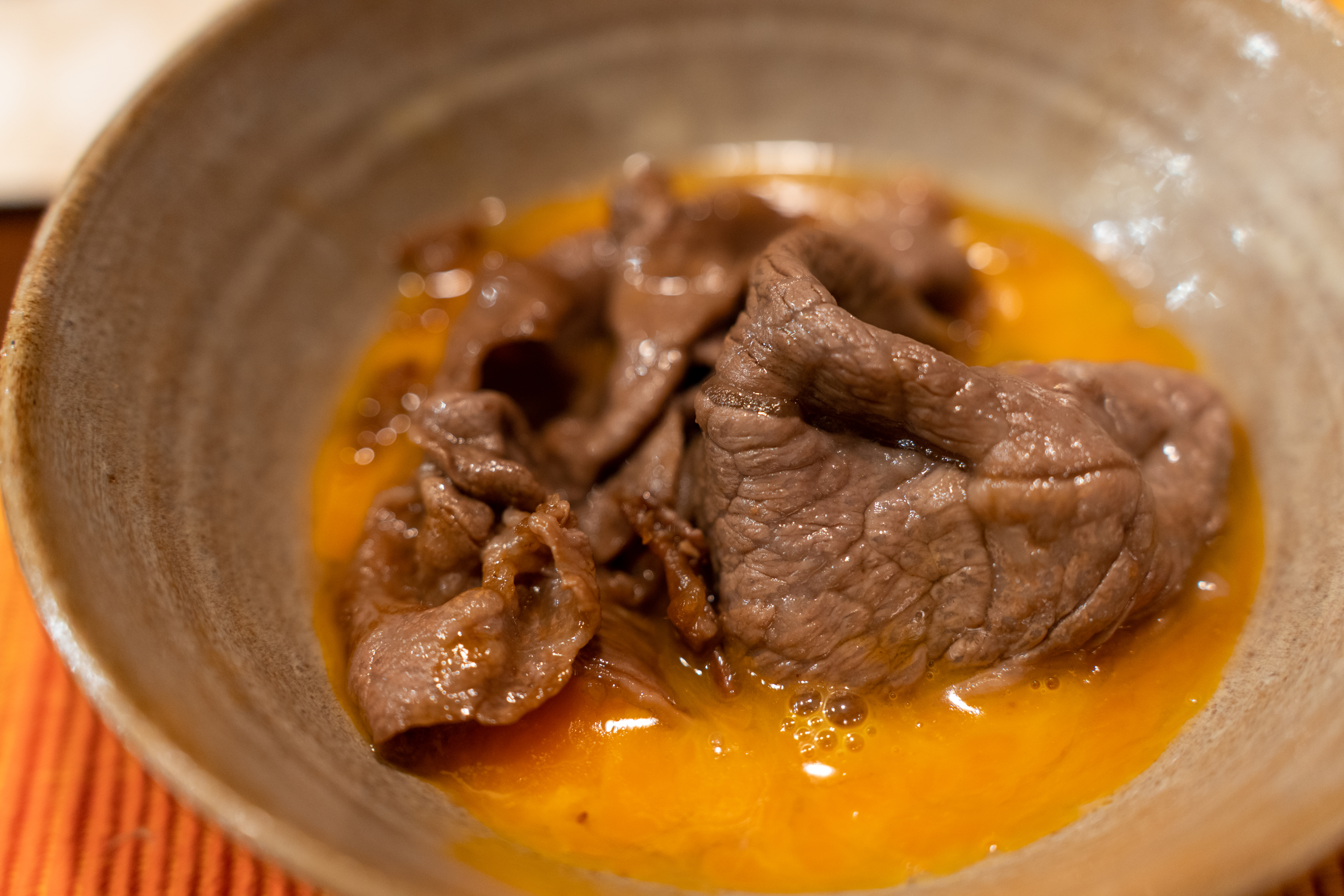
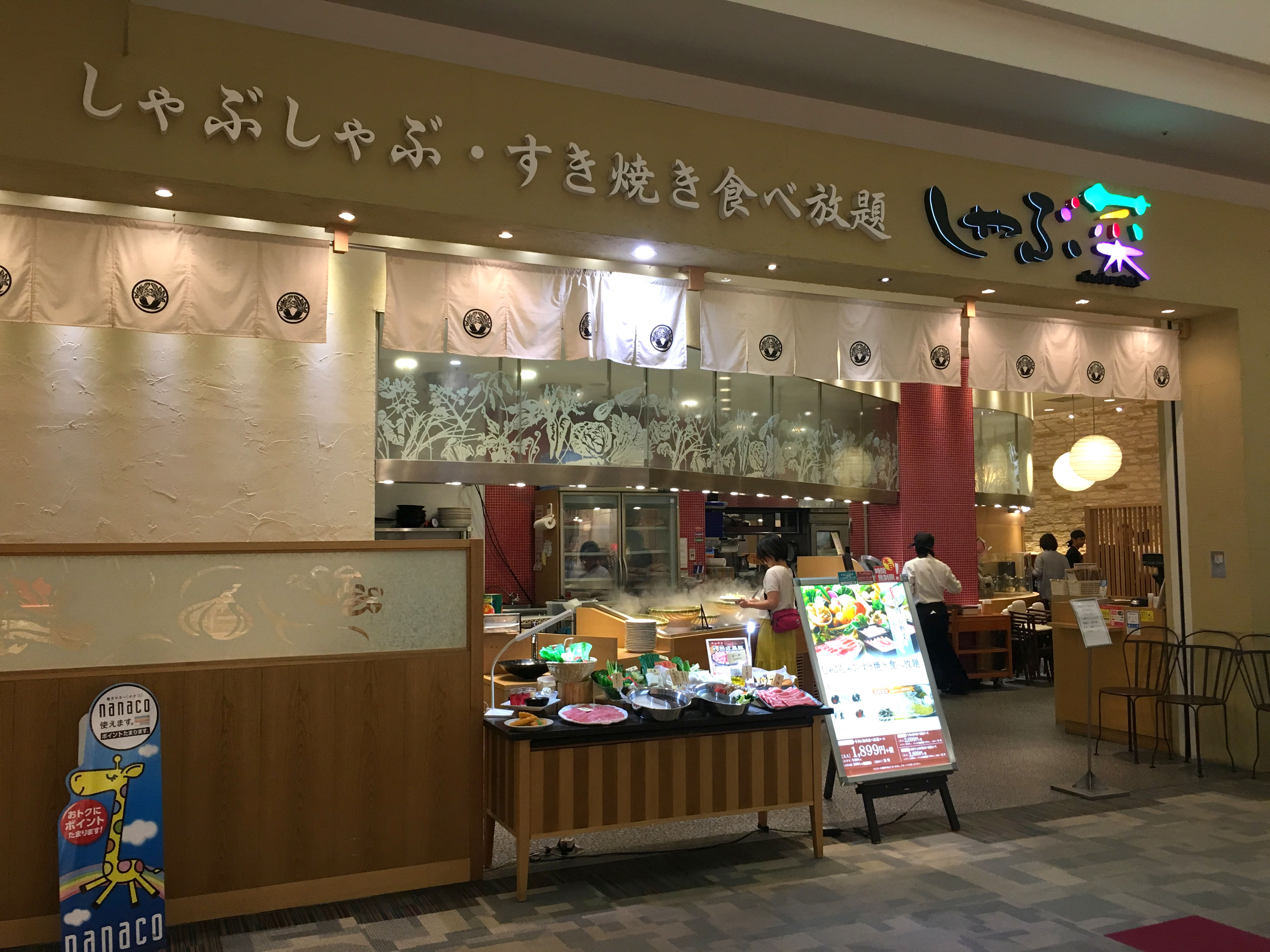